# Матеја Пинтар
Матеја Пинтар (словен. Mateja Pintarová, рођена 16. јула 1985) је словеначка парастонотенисерка.

## Биографија
Рођена је 16. јула 1985. у Словенији. Месец дана пре петнаестог рођендана, док је пешачила на брду у близини Лубњика, оклизнула се и пала. Онесвешћена је евакуисана хеликоптером. Оштетила је неколико пршљенова и стиснула кичму, остала је непокретна. На рехабилитацији је провела пет месеци, а за то време се први пут окушала у стоном тенису. Након што је њена земаљка Андреја Долинар заузела четврто место на Летњим параолимпијским играма 2000. одлучила је да жели и сама да се бави овим спортом након што заврши школовање.
Њен први турнир је био у Бибиони 2002. године, где је освојила сет против олимпијске шампионке Алене Канове из Словачке. Након што је оспорен поен, изгубила је фокус, што је касније описала као најгори догађај у каријери. Касније се удружила са Долинаром и победила у категорији дублова на Европском првенству, истовремено се квалификујући за Летње параолимпијске игре 2004. у Атини. На својој првој параолимпијади је освојила индивидуалну златну медаљу, чиме је постала позната у својој земљи.
Освојила је бронзану медаљу на Светском параолимпијском првенству 2004. у Монтреу и на Летњим параолимпијским играма 2008. у Пекингу. Престала је да се такмичи 2014. године, а формално повлачење из стоног тениса је најавила 2017. У међувремену је почела да ради као преводилац.
Године 2024. је радила као коментатор за стонотениске догађаје на Летњим олимпијским играма у Паризу.